# カルボキシ-cis,cis-ムコン酸シクラーゼ
カルボキシ-cis,cis-ムコン酸シクラーゼ(Carboxy-cis,cis-muconate cyclase、EC 5.5.1.5)は、以下の化学反応を触媒する酵素である。
3-カルボキシ-2,5-ジヒドロ-5-オキソフラン-2-酢酸{\displaystyle \rightleftharpoons }3-カルボキシ-cis,cis-ムコン酸
従って、この酵素の基質は3-カルボキシ-2,5-ジヒドロ-5-オキソフラン-2-酢酸のみ、生成物は3-カルボキシ-cis,cis-ムコン酸のみである。
この酵素は異性化酵素、特にその他の基を移す分子内リアーゼに分類される。系統名は、テトラヒドロキシプテリジン リアーゼ(異性化)(3-カルボキシ-2,5-ジヒドロ-5-オキソフラン-2-酢酸 リアーゼ(脱環化))である。他に、3-carboxymuconate cyclaseとも呼ばれる。この酵素は、ヒドロキシル化による安息香酸の分解に関与している。

## 構造
2007年末時点で、1つの構造が解明されている。蛋白質構造データバンクのコードは、1JOFである。